# Dilatação térmica

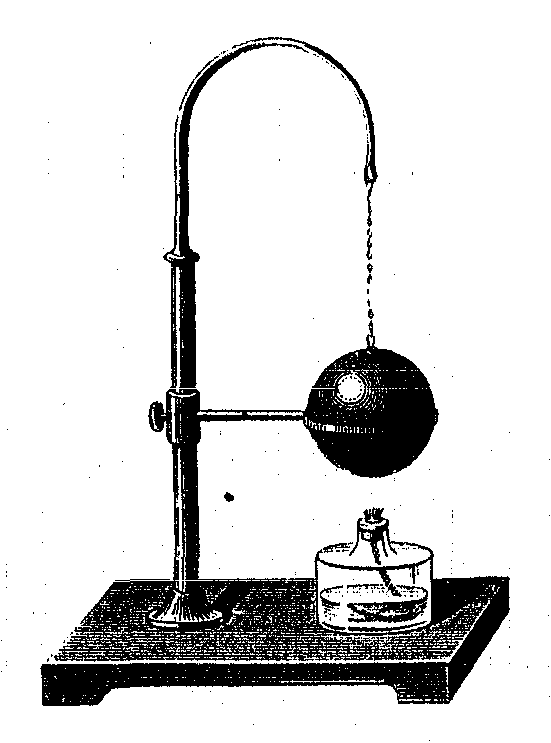
Anel de Gravesande, usado para descrever o fenômeno de expansão térmica.

Dilatação térmica é o aumento das dimensões de um corpo ocasionado pelo aumento de sua temperatura, o que causa o aumento no grau de agitação de suas moléculas e consequentemente aumento na distância média entre estas. A dilatação ocorre de forma mais significativa nos gases, de forma intermediária nos líquidos e de forma menos explícita nos sólidos, podendo-se afirmar que:
Dilatação nos gases > Dilatação nos líquidos > Dilatação nos sólidos.
Experimentos podem ser usados para mostrar a dilatação de forma mais evidente, como o identificado na figura, que consiste de uma esfera, um anel, uma haste e uma vela. A esfera, quando em temperatura ambiente, passa facilmente pelo orifício, quando aquecemos a mesma, ela sofre expansão térmica, não passando mais pelo anel. Podemos chegar ao mesmo resultado, mantendo a temperatura da esfera e resfriando o anel, que por sua vez comprime, impossibilitando a passagem da esfera.

## Coeficiente de dilatação térmicaα{\displaystyle \alpha }

### Equação genérica: materiais isotrópicos
Nos materiais isotrópicos pode-se calcular a variação de comprimento, e consequentemente de área e volume, em função da variação de temperatura:
{\displaystyle \Delta L=\alpha \cdot L_{0}\cdot \Delta T}
- {\displaystyle \Delta L:\ }variação do comprimento;
- {\displaystyle \alpha :\ }coeficiente de dilatação linear;
- {\displaystyle L_{0}:\ }comprimento inicial;
- {\displaystyle \Delta T=T-T_{0}:\ }variação de temperatura.

### Tensor de dilatação térmica: materiais anisotrópicos
Os materiais cristalinos não cúbicos apresentam uma dilatação anisotrópica:o seu coeficiente de dilatação {\displaystyle \alpha \,} varia com a direção. Para descrever a sua dilatação recorre-se a um tensor simétrico de ordem 2:
{\displaystyle {\begin{bmatrix}\alpha _{11}&\alpha _{12}&\alpha _{13}\\\alpha _{21}=\alpha _{12}&\alpha _{22}&\alpha _{23}\\\alpha _{31}=\alpha _{13}&\alpha _{32}=\alpha _{23}&\alpha _{33}\end{bmatrix}}}
Por exemplo, para uma rede triclínica é necessário conhecer seis coeficientes de dilatação ortogonais, que não têm necessariamente que coincidir com os eixos do cristal.
Os valores próprios do tensor de dilatação térmica ou coeficientes de dilatação linear principais {\displaystyle \alpha _{1}\,}, {\displaystyle \alpha _{2}\,} e {\displaystyle \alpha _{3}\,}, permitem obter o coeficiente de dilatação volúmica traço do tensor: {\displaystyle \beta =\alpha _{1}+\alpha _{2}+\alpha _{3}=\alpha _{11}+\alpha _{22}+\alpha _{33}\,}

## Tipos de Dilatação
Quanto à dilatação dos corpos, esta é de três tipos.

### Dilatação linear
Na dilatação linear (uma dimensão), considera-se uma das dimensões do sólido: o comprimento. Uma barra aumenta linearmente. As barras dos trilhos ferroviários são feitas com um espaçamento para a dilatação não envergarem com ganho de calor, ou retraírem com a queda da temperatura.  Vale lembrar também que a dilatação não é um fenômeno visível, variando de acordo com o material e a temperatura.
A dilatação linear é apenas teórica, sendo que para que algo exista este deve ser tridimensional. A matéria dilata-se em três dimensões, mas como não é possível calcular essa dilatação, adota-se somente o calculo da dilatação linear.
O coeficiente de dilatação linear ({\displaystyle \alpha }) é constante em apenas alguns intervalos de temperaturas, por isso seus valores tabelados são obtidos por médias de temperaturas.
{\displaystyle \Delta L=\alpha \cdot L_{0}\cdot \Delta T,} onde:

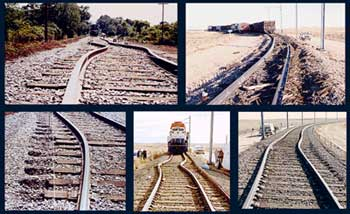
Trilhos de trem envergados por dilatação térmica.

- {\displaystyle \Delta L} é a variação do comprimento do corpo que sofreu a dilatação linear em metros ({\displaystyle m});
- {\displaystyle \alpha } é o coeficiente de dilatação linear do material que constitui o corpo em grau Celsius recíproco ({\displaystyle ^{\circ }C^{-1}});
- {\displaystyle L_{0}} é o comprimento inicial da superfície do corpo em metros ({\displaystyle m});
- {\displaystyle \Delta T} é a variação de temperatura sofrida pelo corpo em grau Celsius ({\displaystyle ^{\circ }C}).

#### Dilatação do vazio
Para avaliar o comportamento de uma chapa metálica com um orifício no centro, podemos avaliar o sistema separadamente, pensando que os objetos são formados por moléculas, e quando aquecidas, estas se agitam, aumentando a distância de uma para as outras. Logo, as moléculas da borda do furo devem obedecer a este princípio, como a única maneira disso ocorrer é no sentido da placa, o perímetro do círculo acaba aumentando. Basicamente é conveniente saber que o espaço vazio sofre expansão da mesma forma que sofreria se estivesse preenchido.

### Dilatação superficial
Na dilatação superficial (superfície = área, logo, neste caso temos duas dimensões). A dilatação do comprimento e da largura de uma chapa de aço é superficial. Se um disco ou chapa com um furo central dilatar, o tamanho do furo e da chapa aumentam simultaneamente.
Ou seja, é aquela em que predomina a variação em duas dimensões, isto é, a variação da área.
{\displaystyle \Delta S=\beta \cdot S_{0}\cdot \Delta T}, onde:
- {\displaystyle \Delta S} é a variação da área superficial do corpo que sofreu a dilatação linear em metros quadrados ({\displaystyle m^{2}});
- {\displaystyle \beta } é o coeficiente de dilatação superficial do material que constitui o corpo em grau Celsius recíproco ({\displaystyle ^{\circ }C^{-1}}). É importante destacar que {\displaystyle \beta =2\alpha }
- {\displaystyle S_{0}} é a área inicial da superfície do corpo em metros quadrados ({\displaystyle m^{2}});
- {\displaystyle \Delta T} é a variação de temperatura sofrida pelo corpo em grau Celsius ({\displaystyle ^{\circ }C}).

### Dilatação volumétrica
Na dilatação volumétrica calcula-se a variação do volume, logo, avaliamos três dimensões. A dilatação de um líquido ou de um gás é volumétrica. 
O coeficiente de dilatação volumétrica ({\displaystyle \gamma }) é dado da seguinte forma:
Coeficiente de dilatação linear multiplicado por três, tal procedimento é explicado pelo fato de que quando calculamos um volume levamos em conta as três dimensões (altura, largura e comprimento).
{\displaystyle \Delta V=\gamma \cdot V_{0}\cdot \Delta T}, onde:
- {\displaystyle \Delta V} é a variação do volume do corpo que sofreu a dilatação linear em metros cúbicos ({\displaystyle m^{3}});
- {\displaystyle \gamma } é o coeficiente de dilatação volumétrico do material que constitui o corpo em grau Celsius recíproco ({\displaystyle ^{\circ }C^{-1}}). É importante salientar que {\displaystyle \gamma =3\alpha };
- {\displaystyle V_{0}} é o volume inicial da superfície do corpo em metros cúbicos ({\displaystyle m^{3}});
- {\displaystyle \Delta T} é a variação de temperatura sofrida pelo corpo em grau Celsius ({\displaystyle ^{\circ }C}).

#### Dilatação Anômala da Água
- A dilatação da água apresenta uma anomalia em relação as outras substâncias, tendo seu volume diminuído quando alcança a temperatura de 4 °C (à pressão normal).

(fato mostrado na curva contida no gráfico Volume por Temperatura.).
Olhando para o lado ecológico, nos perguntamos como espécies aquáticas sobrevivem ao alto inverno. A explicação está relacionada com a anomalia térmica da água. Quando a temperatura baixa, a densidade aumenta, fazendo com que a água quente suba e a mais fria desça, originando correntes para cima e para baixo. Quando a temperatura de toda água presente no sistema chega a 4 °C, o fluxo das correntes para, fazendo com que a água do fundo não suba e a da margem não desça. Isto ocorre, pois a esta temperatura, a densidade da água é máxima. O inverno vai ficando mais rigoroso e a superfície da água se congela, porém abaixo desta camada a água continua em estado líquido. O gelo é um bom isolante térmico (mau condutor), portanto essa camada isola a água líquida inferior do meio externo, impedindo o congelamento de toda água. Isto possibilita que a vida das espécies aquáticas continue durante os períodos mais frios.A densidade da água aumenta entre 0 °C a 4 °C, seguindo da diminuição da densidade a partir de 4 °C.

## Coeficientes de dilatação linear
Os coeficientes de dilatação linear de algumas substâncias e elementos químicos a seguir indicados aplicam-se à faixa de temperaturas indicada. Quando não indicada presume-se uma temperatura ambiente. Na realidade estes coeficientes variam com a temperatura mas assume-se a sua exatidão na faixa mostrada.
Nota: clicando em cada um dos títulos é possível reordenar a tabela.
| \| Substância \| α 10^-6(máx.) \| α 10^-6(min.) \| Faixa de temperaturas \| \| ------------------------------------ \| ------------- \| ------------- \| --------------------- \| \| Gálio \| 120,0 \| \| vgv \| \| Índio \| 32,1 \| \| \| \| Zinco e suas ligas \| 35,0 \| 19,0 \| 100 °C-390 °C \| \| Chumbo e suas ligas \| 29,0 \| 26,0 \| 100 °C-390 °C \| \| Alumínio e suas ligas \| 25,0 \| 21,0 \| 100 °C-390 °C \| \| Latão \| 18,0 \| 21,0 \| 100 °C-390 °C \| \| Prata \| 20,0 \| \| 100 °C-390 °C \| \| Aço inoxidável \| 19,0 \| 11,0 \| 540 °C-980 °C \| \| Cobre \| 18,0 \| 14,0 \| 100 °C-390 °C \| \| Níquel e suas ligas \| 17,0 \| 12,0 \| 540 °C-980 °C \| \| Ouro \| 14,0 \| \| 100 °C-390 °C \| \| Aço \| 14,0 \| 10,0 \| 540 °C-980 °C \| \| Cimento (concreto)[6] \| 6,8 \| 11,9 \| Temp. ambiente \| \| Platina \| 9,0 \| \| 100 °C-390 °C \| \| Vidro (de janela)[7] \| 8,6 \| \| 20 °C-300 °C \| \| Cromo \| 4,9 \| \| \| \| Tungstênio \| 4,5 \| \| Temp. ambiente \| \| Vidro borossilicato (vidro pyrex)[8] \| 3,2 \| \| 20 °C-300 °C \| \| Carbono e Grafite \| 3,0 \| 2,0 \| 100 °C-390 °C \| \| Silício \| 2,6 \| \| \| \| Quartzo fundido [9] \| 0,55 \| \| \| - Calor - Calorimetria - Densidade - Escalas termométricas - Temperatura 1. 2. 3. 4. 5. 6. 7. 8. 9. |               |               |                       |
| Substância | α 10^-6(máx.) | α 10^-6(min.) | Faixa de temperaturas |
| Gálio | 120,0         |               | vgv                   |
| Índio | 32,1          |               |                       |
| Zinco e suas ligas | 35,0          | 19,0          | 100 °C-390 °C         |
| Chumbo e suas ligas | 29,0          | 26,0          | 100 °C-390 °C         |
| Alumínio e suas ligas | 25,0          | 21,0          | 100 °C-390 °C         |
| Latão | 18,0          | 21,0          | 100 °C-390 °C         |
| Prata | 20,0          |               | 100 °C-390 °C         |
| Aço inoxidável | 19,0          | 11,0          | 540 °C-980 °C         |
| Cobre | 18,0          | 14,0          | 100 °C-390 °C         |
| Níquel e suas ligas | 17,0          | 12,0          | 540 °C-980 °C         |
| Ouro | 14,0          |               | 100 °C-390 °C         |
| Aço | 14,0          | 10,0          | 540 °C-980 °C         |
| Cimento (concreto) | 6,8           | 11,9          | Temp. ambiente        |
| Platina | 9,0           |               | 100 °C-390 °C         |
| Vidro (de janela) | 8,6           |               | 20 °C-300 °C          |
| Cromo | 4,9           |               |                       |
| Tungstênio | 4,5           |               | Temp. ambiente        |
| Vidro borossilicato (vidro pyrex) | 3,2           |               | 20 °C-300 °C          |
| Carbono e Grafite | 3,0           | 2,0           | 100 °C-390 °C         |
| Silício | 2,6           |               |                       |
| Quartzo fundido | 0,55          |               |                       |